# Wladimir Jegorowitsch Makowski

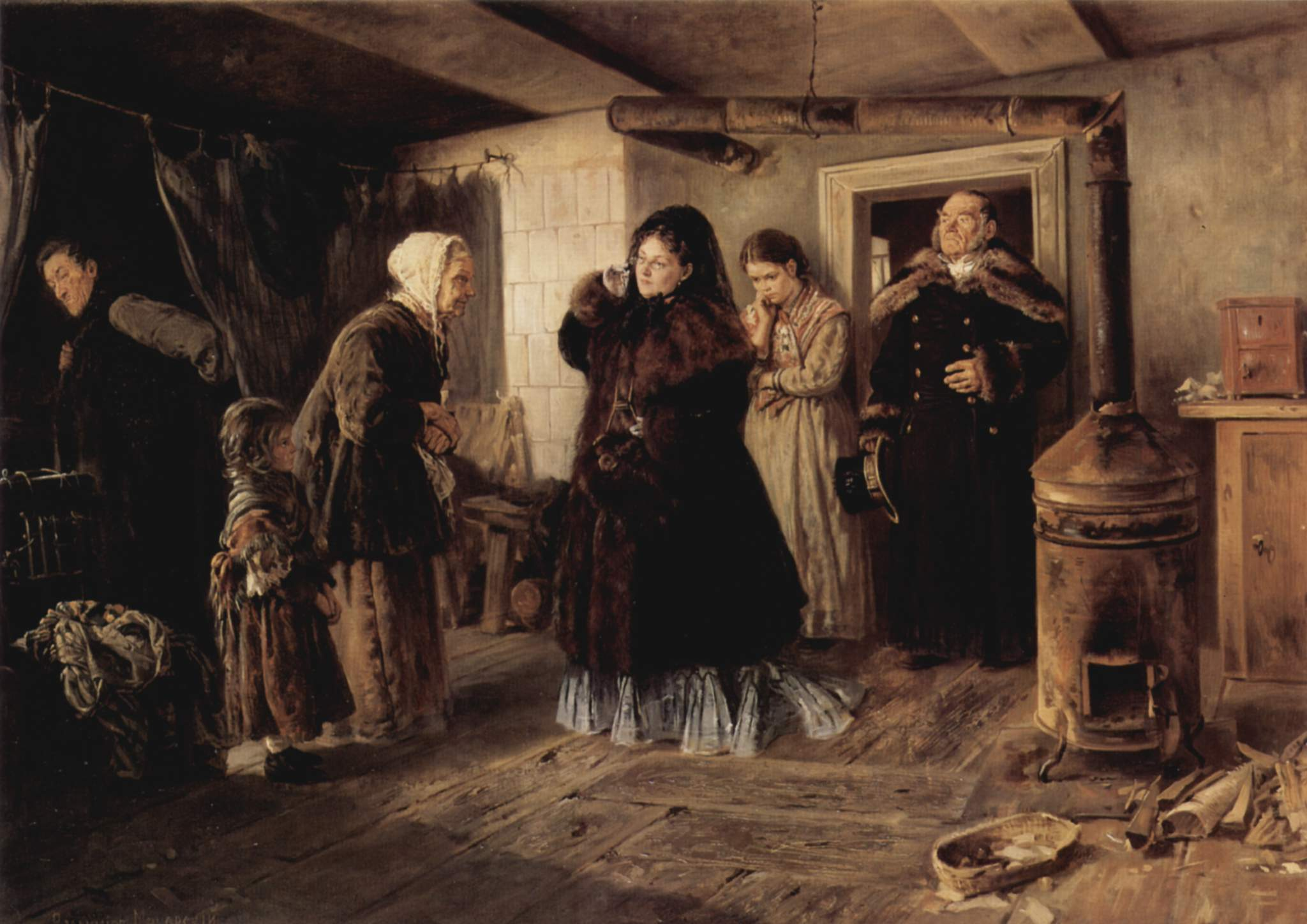
Armenbesuch (1874)

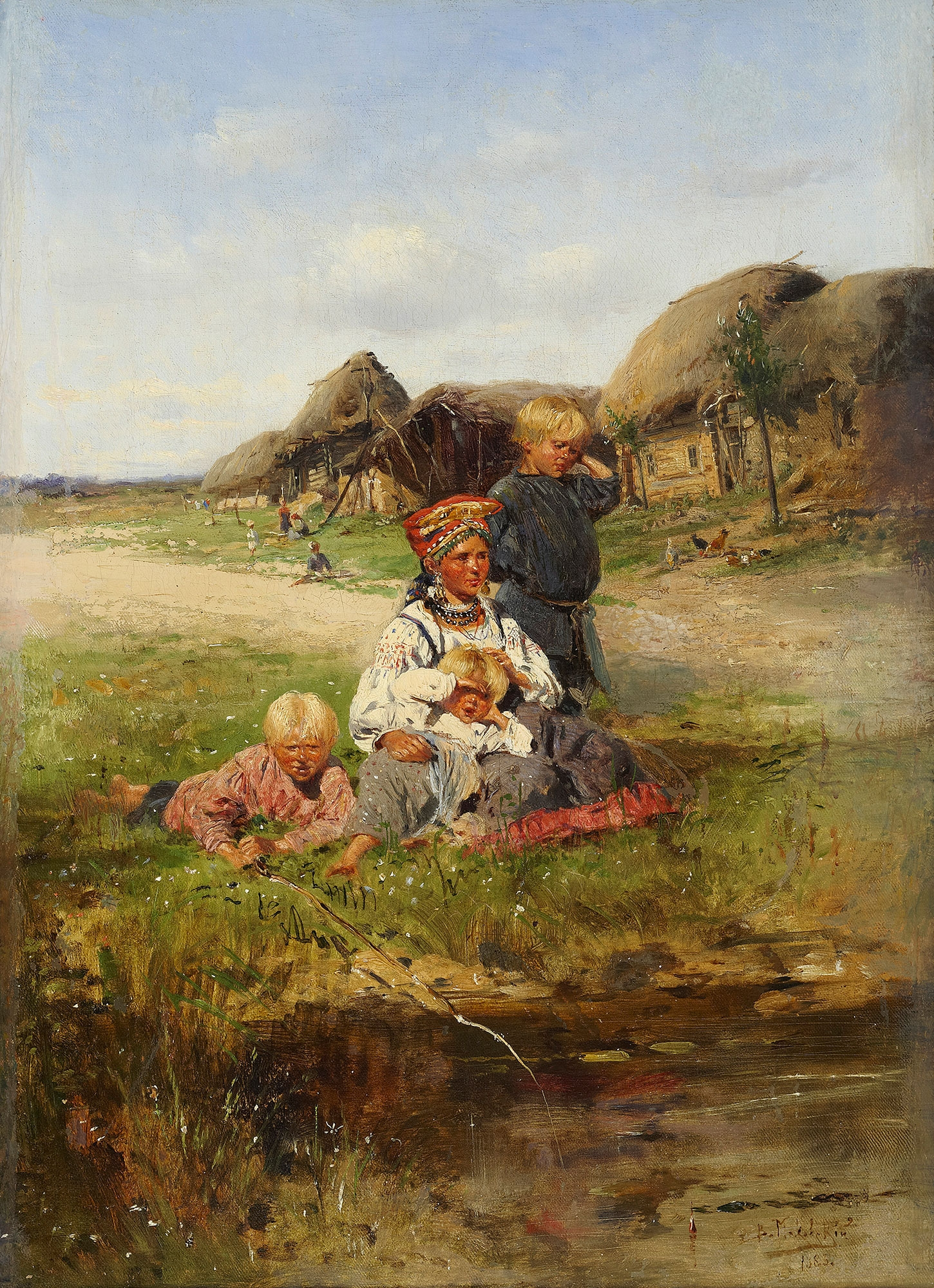
Bäuerin mit Kindern

Wladimir Jegorowitsch Makowski (russisch Владимир Егорович Маковский, wiss. Transliteration Vladimir Egorovič Makovskij; * 26. Januarjul. / 7. Februar 1846greg. in Moskau; † 21. Februar 1920 in Petrograd) war ein russischer Maler, Pädagoge und Mitglied der Genossenschaft der Künstler der Wanderausstellungen, der Peredwischniki. Er war der jüngere Bruder von Konstantin Makowski und Alexandra Makowskaja.
In der Zeit von 1861 bis 1865 studierte er an der Moskauer Hochschule für Malerei, Bildhauerei und Architektur. Im Jahre 1873 schloss er sich den Peredwischniki an. Er sollte bald einer der führenden Köpfe dieser Bewegung werden und knüpfte seine künstlerischen Aktivitäten eng an die Entwicklung dieser Bewegung.
Später jedoch, in der Zeit von 1882 bis 1894 lehrte er an der Hochschule für Malerei, Bildhauerei und Architektur. Zu seinen Schüiern gehörte auch Antonina Rschewskaja. Danach leitete er bis 1916 das Studio für Genremalerei der Petersburger Kunstakademie. Er verstarb 1920 im damaligen Petrograd, dem heutigen Sankt Petersburg. 1896 erhielt er auf der Internationalen Kunstausstellung in Berlin eine kleine Goldmedaille.
Wladimir Makowski malte vorrangig Genrebilder. Seine Werke begründeten sich auf einer tiefgründigen und genauen Beobachtungen des Lebens und der Lebensumstände der einfachen Menschen. Damit wurde er zu einem der wichtigen Vertreter der russischen Genremalerei der zweiten Hälfte des 19. Jahrhunderts.
Neben der Genremalerei war Makowski vor allem Porträtmaler und betätigte sich darüber hinaus auf dem Gebiet der Illustration von literarischen Werken. So illustrierte er beispielsweise die Bücher von Nikolai Gogol.